# كليو باركر روبنسون
كليو باركر روبنسون (بالإنجليزية: Cleo Parker Robinson)‏ هي راقصة أمريكية، ولدت في 17 يوليو 1948 في دنفر في الولايات المتحدة.

## وصلات خارجية
- الموقع الرسمي